# Die Rosenkönigin (Bechstein)
Die Rosenkönigin ist ein Märchen. Es stand in Ludwig Bechsteins Deutsches Märchenbuch nur in frühen Auflagen.

## Inhalt
Die sterbende Königin mahnt den Sohn, einmal ein frommes Mädchen zu heiraten. Der König heiratet nach ihrem Tod eine böse Frau und stirbt bald. Der Prinz regiert weise und verspricht sich einem Gärtnermädchen. Die Stiefmutter lädt Prinzessinnen und wählt ihm eine reiche, hässliche Braut. Sie verweigert ihm mit dem Gärtnermädchen den Segen. Er pflanzt die Herzen aller Jungfrauen in die Erde. Das des Mädchens wird die schönste Rose, andere werden Dornen. Da bereut die Stiefmutter und wird Stein.

## Herkunft
Bechstein vermerkt zur Rosenkönigin nur: „Mündlich.“ Er hatte in seinem Vorwort angegeben: „Hülfreiche Hand boten im Niederschreiben volksthümlicher Märchen meiner Heimath eine junge talentvolle Dichterin: Fräulein Wilhelmine Mylius in Themar.“ Walter Scherf geht davon aus, dass sie das Märchen erfand. Man könnte es mit der Blumenverwandlung zu Märchentyp AaTh 407 zählen.
Ernst Heinrich Meier meint 1852 im Vorwort zu Deutsche Volksmärchen aus Schwaben, Bechsteins Die Rosenkönigin sei wohl durch Die bezauberte Rose von Ernst Schulze inspiriert. Auch sie wird in eine Rose verwandelt, bei völlig anderer Handlung. Vgl. Bechsteins Die Perlenkönigin.